# Senöl Podé
Senöl Podé was de negentiende tsenpo, ofwel koning van Tibet. Hij was een van de legendarische koningen en was de vierde van de acht middenkoningen met de naam Dé (100-300).